# Амьенская хартия
Амьенская хартия (фр. Charte d'Amiens) — программный документ, принятый на 9-м конгрессе Всеобщей конфедерации труда Франции в Амьене в октябре 1906 года. Принятие хартии ознаменовало победу синдикалистского течения во французском профсоюзном движении. Принятый документ содержал положения о классовой борьбе, необходимости экспроприации собственности капиталистов, отказе от сотрудничества профсоюзов с политическими партиями.

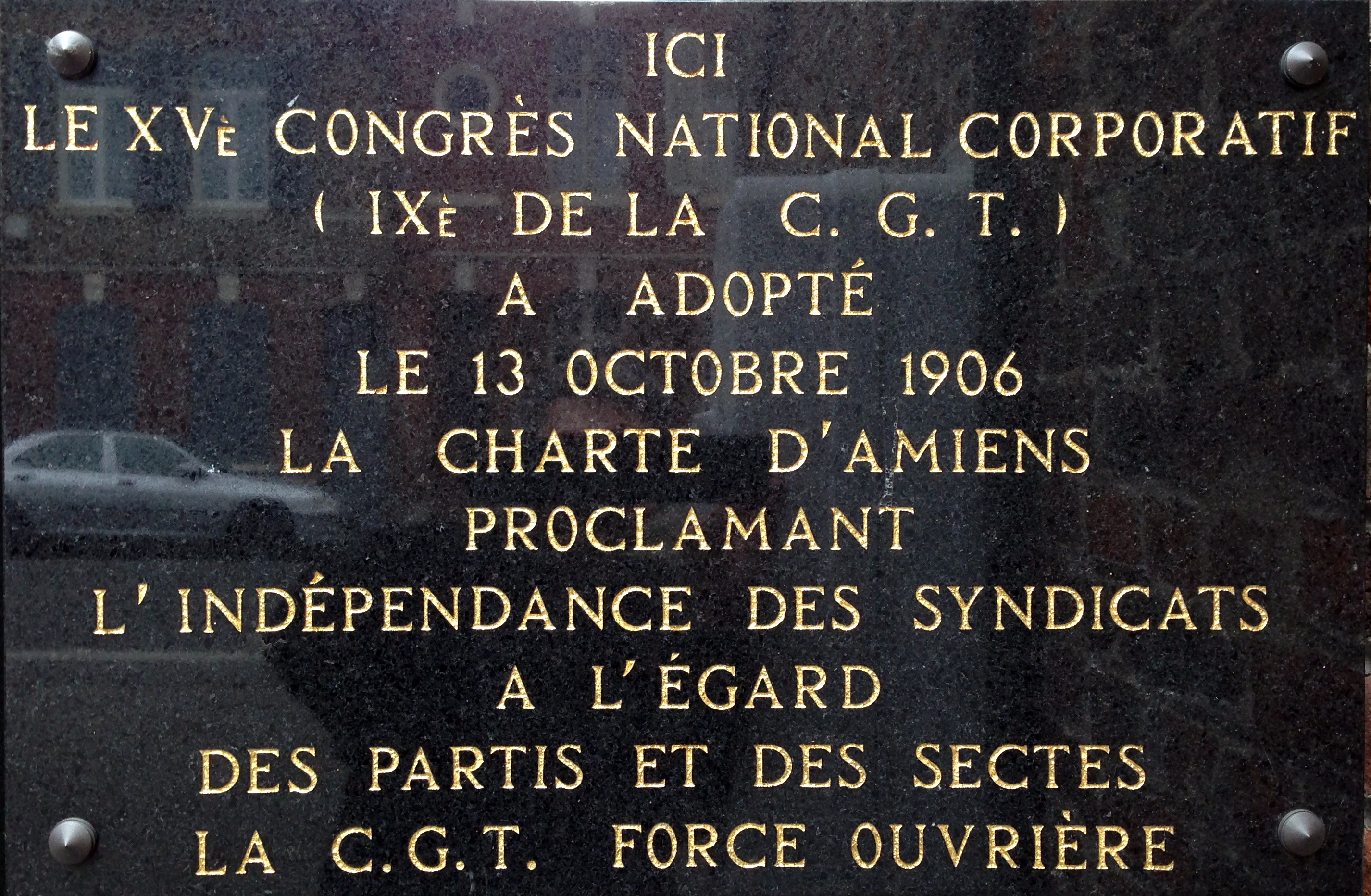
Мемориальная доска в память о принятии хартии в Амьене

## Предыстория и принятие хартии
С момента конгресса ВКТ в Монпелье, с 1902 по 1906 год число профсоюзов, объединенных в конфедерацию, увеличилось более чем в два раза, секция бирж труда увеличилась на 25 бирж. Из-за растущего влияния синдикализма, на Амьенском конгрессе представителями СФИО были предприняты попытки установить партнёрские отношения с ВКТ. После обсуждения вопроса о борьбе за восьмичасовой день, конгресс перешел к вопрос ассоциации СФИО с ВКТ. Со стороны СФИО с докладом выступал Виктор Ренар, со стороны ВКТ выступали представители синдикалистского крыла Конфедерации, в том числе Альфонс Мергейм и Виктор Гриффюэль. После обсуждения вопроса, резолюция против объединения политических партий и профсоюзной конфедерации была принята подавляющим большинством голосов.

## Влияние
О своей приверженности положениям хартии, помимо Всеобщей конфедерации труда, заявляют и другие современные французские национальные профсоюзные центры, такие как Форс увриер и Union syndicale Solidaires. Французская конфедерация христианских трудящихся признает существенную роль хартии в развитии французского профсоюзного движения.
В свою очередь, положения хартии критикуются CNT-AIT — французской секцией Международной ассоциации трудящихся.